# Paramesosella plurifasciculata
Paramesosella plurifasciculata är en skalbaggsart som beskrevs av Stefan von Breuning 1970. Paramesosella plurifasciculata ingår i släktet Paramesosella och familjen långhorningar. Inga underarter finns listade i Catalogue of Life.